# Премия имени Попова Ленсовета
Пре́мия и́мени Алекса́ндра Степа́новича Попо́ва — нереализованная советская премия за лучшее изобретение в области радио.

## История
В 1935 году в СССР отмечалось 40-летие изобретения радиосвязи, приуроченное к дате прочитанной 25 апреля (7 мая) 1895 года Александром Поповым на заседании Русского физико-химического общества лекции «Об отношении металлических порошков к электрическим колебаниям». В связи с этим редакция журнала «Радиофронт» и Ленинградский радиокомитет обратились в Ленсовет с предложением о воссоздании существовавшей в 1906—1919 годах Премии Попова «за лучшее изобретение в области радио». Предложение было поддержано, и президиум Ленсовета постановил учредить ежегодную премию имени А. С. Попова в размере 2000 рублей за лучшую научную работу в области радио. Срок подачи работ был установлен до 31 декабря 1935 года, о чём была опубликована информация в журналах «Радиофронт» и «Говорит СССР». Был объявлен состав жюри, в которое вошли профессора Аксель Иванович Берг, Валентин Петрович Вологдин, Михаил Александрович Бонч-Бруевич, начальник Главэспрома Л. А. Лютов, председатель Ленинградского радиокомитета М. Ж. Стириус. Однако вручение премии не состоялось, а Берг, Лютов и Стириус были позднее репрессированы.